# Santa Rosa de Conlara
Santa Rosa de Conlara is een plaats in het Argentijnse bestuurlijke gebied Junín in de provincie  San Luis. De plaats telt 4.489 inwoners.